# México nos Jogos Olímpicos de Verão de 1948
O México competiu nos Jogos Olímpicos de Verão de 1948, realizados em Londres, Inglaterra.